# 拉马尔迪
拉马尔迪是葡萄牙波尔图区的一个堂区。总面积5.68平方公里，总人口37647人，人口密度6628人/平方公里。